# Agrotis transversa
Agrotis transversa är en fjärilsart som beskrevs av Tutt 1892. Agrotis transversa ingår i släktet Agrotis och familjen nattflyn. Inga underarter finns listade i Catalogue of Life.